# سیگه دوگوما
سیگه دوگوما (انگلیسی: Tsige Duguma؛ زادهٔ ۲۳ فوریهٔ ۲۰۰۱) دونده زن سرعت و نیمه‌استقامت اهل اتیوپی است.
وی در مسابقات کشوری و بین‌المللی در مجموع برندهٔ ۱ مدال طلا شده است.